# グレイ・ガーデンズ 追憶の館
『グレイ・ガーデンズ 追憶の館』（Grey Gardens）は、2009年にHBOで製作されたテレビ映画である。
日本では2009年11月3日にWOWOWで放送。のち、AXチャンネル、イマジカBSで放送されたのち、Amazonプライムで『グレイ・ガーデンズ』として配信されている。
メイスルズ兄弟のドキュメンタリー映画Grey Gardensをもとにした、伝記映画。

## あらすじ
1973年、ケネディ一族の取材の為にドキュメンタリー映画のスタッフ（メイスルズ兄弟）はジャクリーン・ケネディ・オナシスの叔母であるビッグ・イディ・ビールとその娘リトル・イディ・ビールが住むハンプトンのグレイ・ガーデンズ邸を訪れる。
1930〜40年代は社交界の華と謳われた母娘だったが、今はゴミが散乱し荒れ果てたグレイ・ガーデンズ邸で多数の猫やアライグマに囲まれひっそりと暮らしていた。

## キャスト
- ドリュー・バリモア：リトル・イディ・ビール
- ジェシカ・ラング：ビッグ・イディ・ビール
- ケン・ハワード：フィラン・ビール
- ダニエル・ボールドウィン：ジュリアス・アルバート・クルーグ
- ジーン・トリプルホーン：ジャクリーン・ケネディ・オナシス
- ケネス・ウェルシュ：マックス・ゴードン

## 主な受賞
- エミー賞
  - 作品賞（テレビ映画部門）
  - 主演女優賞（ミニシリーズ・テレビ映画部門）：ジェシカ・ラング
  - 助演男優賞（ミニシリーズ・テレビ映画部門）：ケン・ハワード
  - 美術賞
  - ヘアスタイリスト賞
  - メイクアップ賞
- ゴールデングローブ賞
  - 作品賞（ミニシリーズ・テレビ映画部門）
  - 主演女優賞（ミニシリーズ・テレビ映画部門）：ドリュー・バリモア
- サテライト賞
  - テレビ映画賞
  - 主演女優賞（ミニシリーズ・テレビ映画部門）：ドリュー・バリモア
- 全米製作者組合賞
  - 作品賞（テレビ映画部門）